# Inatovce
Inatoc en albanais et Inatovce en serbe latin (en serbe cyrillique : Инатовце) est une localité du Kosovo située dans la commune/municipalité de Gjilan/Gnjilane, district de Gjilan/Gnjilane (Kosovo) ou district de Kosovo-Pomoravlje (Serbie). Selon le recensement kosovar de 2011, elle compte 30 habitants, tous albanais.
Le village est également sous le nom albanais de Kokaj.

## Géographie
Kokaj est situé au sud-est du territoire de la municipalité de Gjilan, c'est-à-dire à la limite sud-est du Kosovo. Le village est situé profondément dans les montagnes Malet e Karadakut ou Malet e Zeza (serbe et macédonien Скопска Црна Гора/Skopska Montenegro) et se trouve à 18 kilomètres du siège municipal de Gjilan. Il est bordé au nord par la zone GPERCA, à l'est par Sllubica, au sud Magjere et Ranatoci (dont la commune de Presevo en Serbie est l'un), et à l'ouest de Mučibaba et Burica, La superficie totale de la zone de Kokaj est d'environ 402,52 hectares. 
Au nord du village se trouve Pogragja et la forteresse de Pogragja.

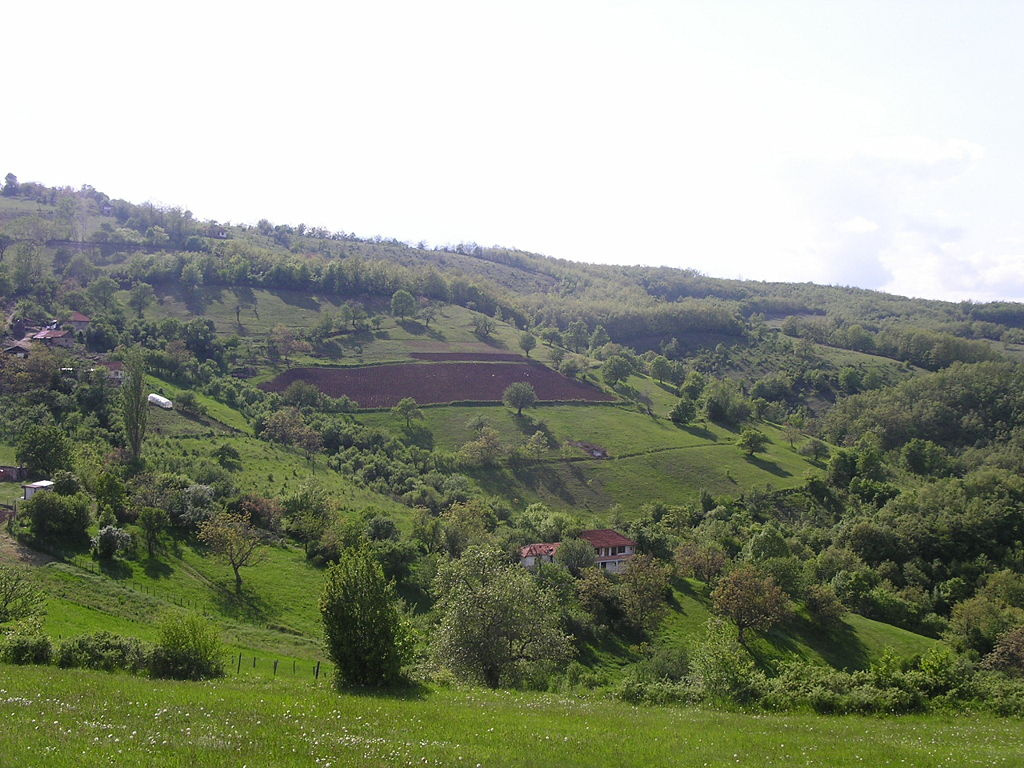
Paysage près d'Inatoc/Inatovce

## Démographie

### Évolution historique de la population dans la localité
| 1948 | 1953 | 1961 | 1971 | 1981 | 1991 | 2011 |
| ---- | ---- | ---- | ---- | ---- | ---- | ---- |
| 250  | 289  | 342  | 386  | 375  | 354  | 30   |

|  |

## personnalités
Nijazi Ramadani

### Galerie

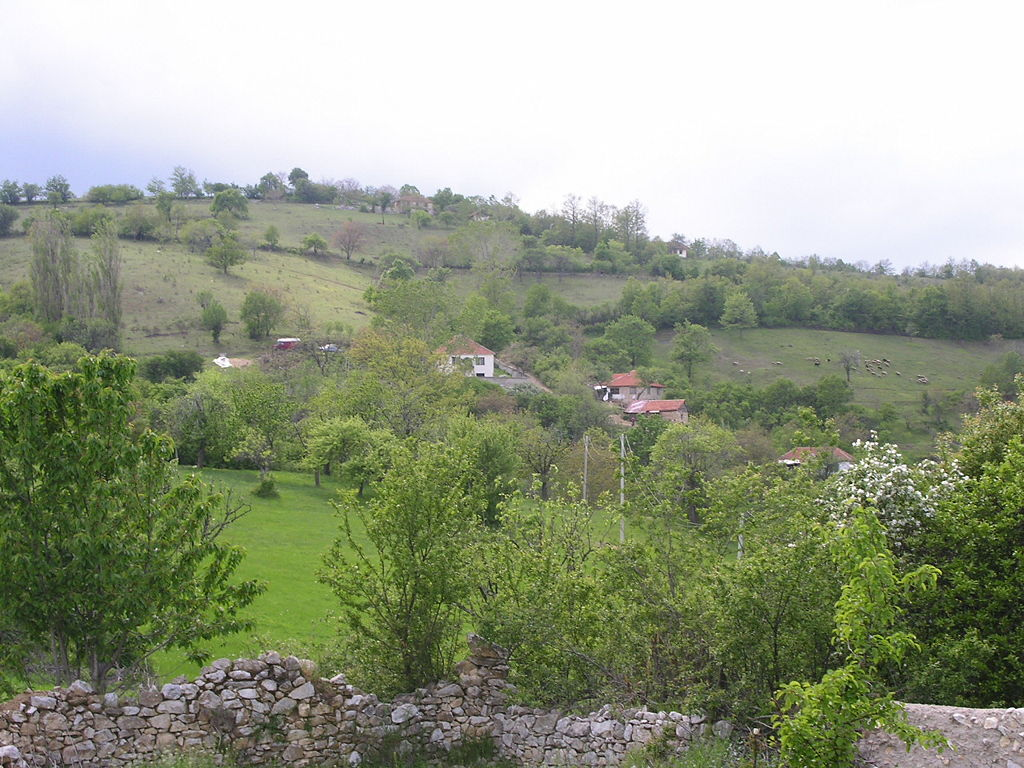
Image Inatovc
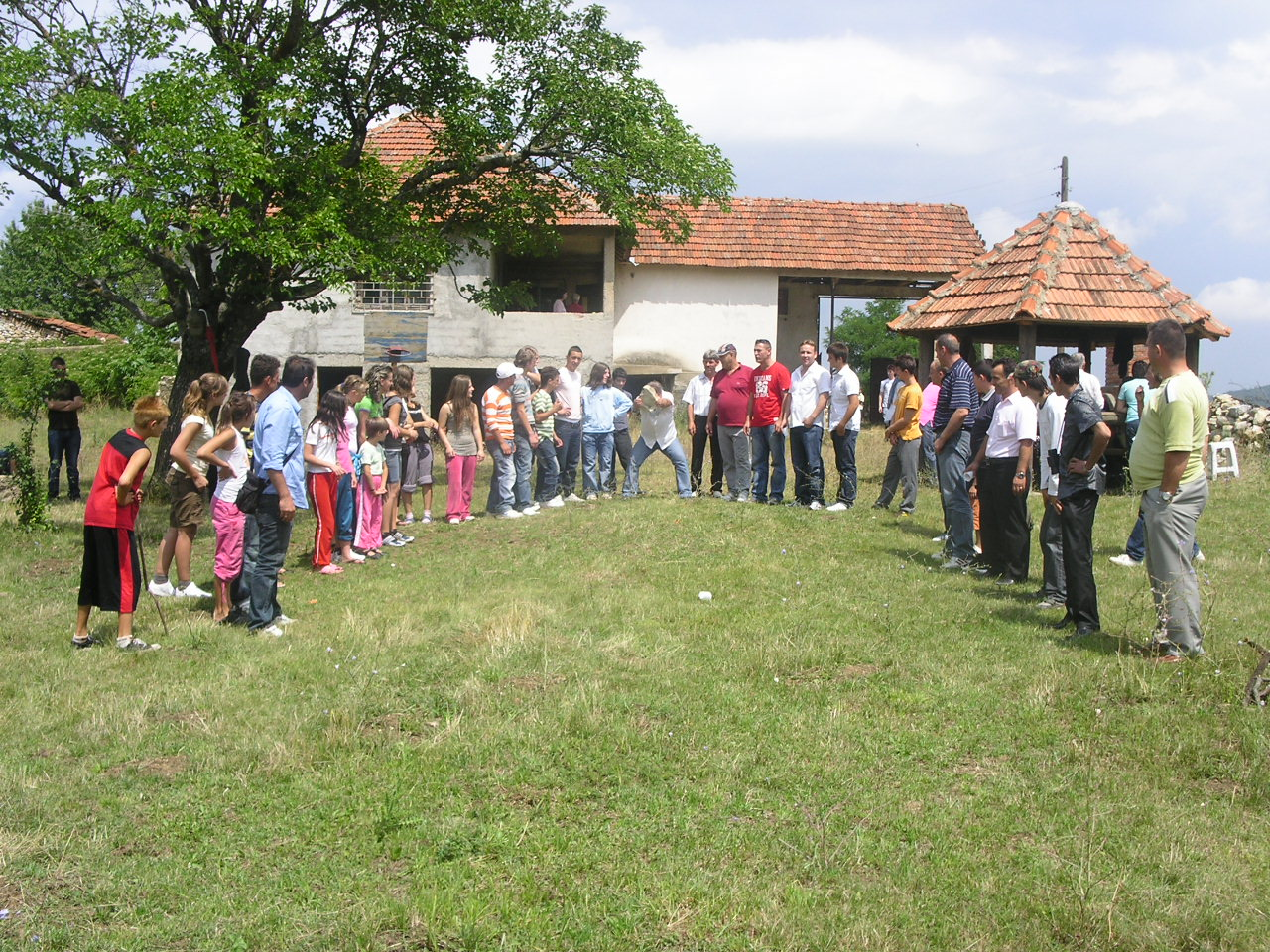
Image Inatovc
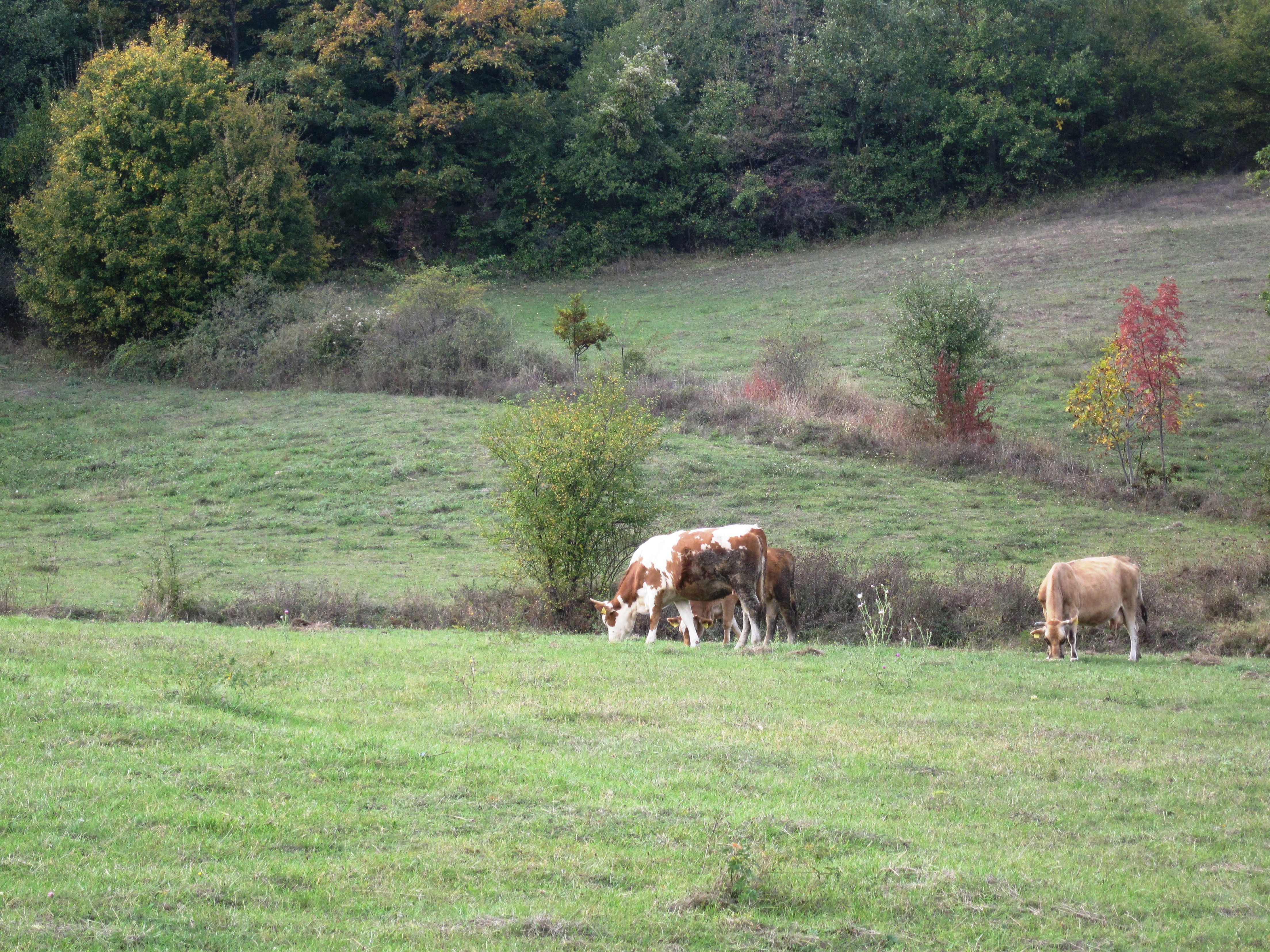
Bétail paissant
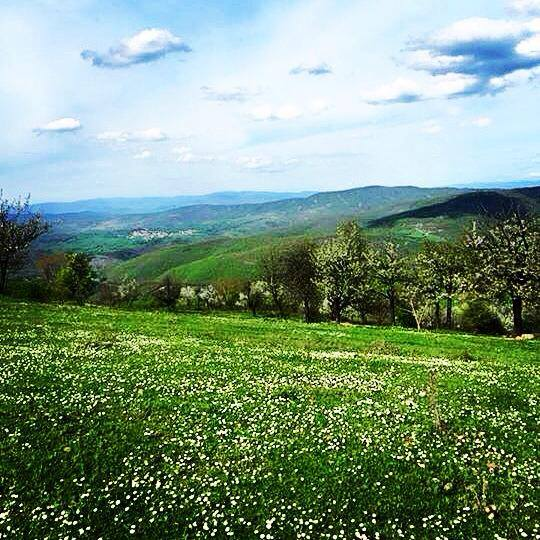
Prairie au printemps
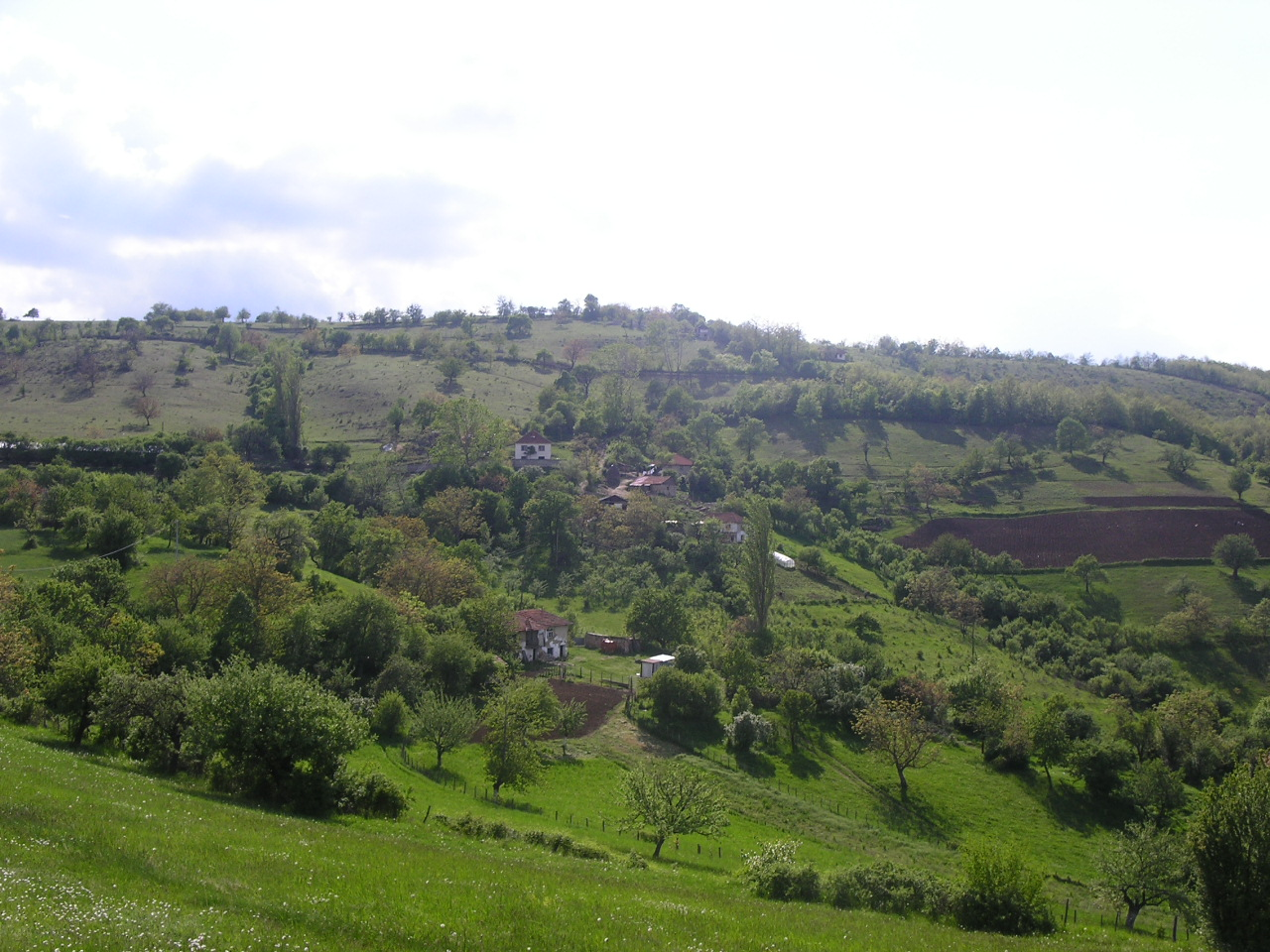
IMAGE NON INATOVC
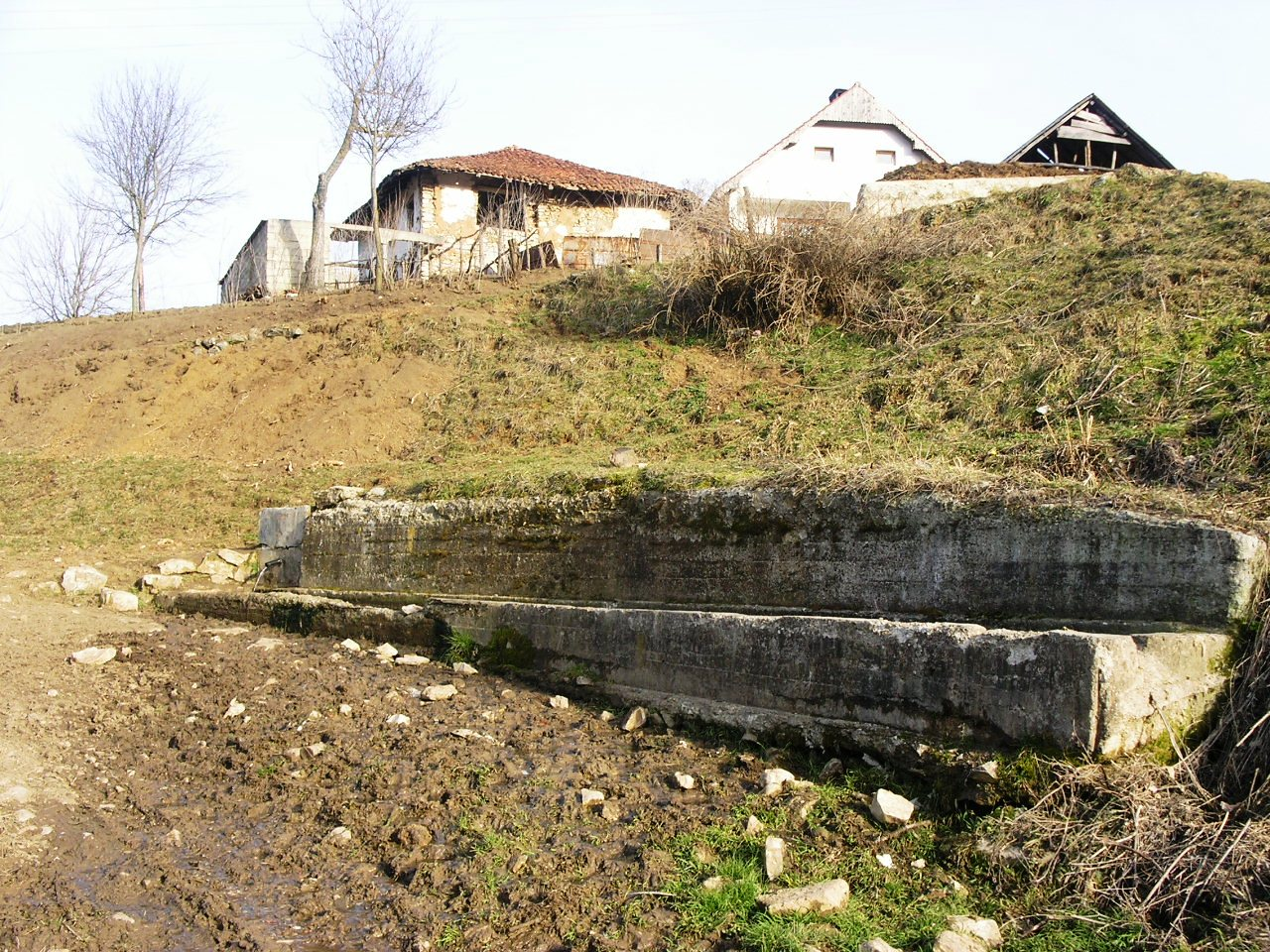
Fontaine Village à
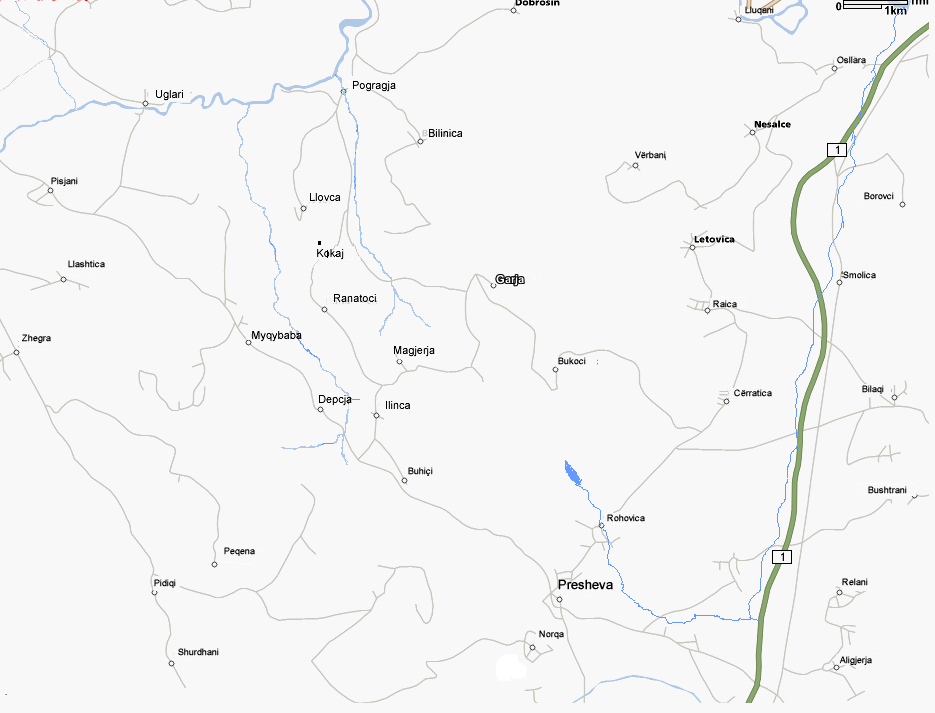
Vues de l'alignement géographique